# Eublemma castanea
Eublemma castanea is een vlinder uit de familie van de spinneruilen (Erebidae). De wetenschappelijke naam van deze soort werd voor het eerst voorgesteld door George Francis Hampson in een publicatie uit 1910.
De soort komt voor in Maleisië.